# Ginástica nos Jogos Asiáticos de 2006
A ginástica nos Jogos Asiáticos de 2006 teve sua edição realizada na cidade de Doha, no Qatar, com as disputas da ginástica artística feminina e masculina, da modalidade rítmica e da estréia da ginástica de trampolim tanto para os homens quanto para as mulheres. 

## Eventos
| Ginástica artística - Individual geral masculino - Equipes masculino - Solo masculino - Barra fixa - Barras paralelas - Cavalo com alças - Argolas - Salto sobre a mesa masculino - Individual geral feminino - Equipes feminino - Trave - Solo feminino - Barras assimétricas - Salto sobre a mesa feminino | Ginástica rítmica - Equipes - Individual geral Ginástica de trampolim - Individual masculino - Individual feminino |

## Medalhistas
Ginástica artística
| Evento                       | Ouro                                                              | Prata                                                                                          | Bronze                                                                                |
| Masculino                    |                                                                   |                                                                                                |                                                                                       |
| Equipes detalhes             | Chen Yibing Feng Jing Liang Fuliang Xiao Qin Yang Wei Zou Kai CHN | Ryosuke Baba Kenya Kobayashi Shun Kuwahara Hisashi Mizutori Hiroyuki Tomita Yuki Yoshimura JPN | Kim Dae-Eun Kim Ji-Hoon Kim Seung-Il Kim Soo-Myun Yang Tae-Young Yoo Won-Chul KOR     |
| Individual geral detalhes    | CHN Yang Wei                                                      | JPN Hisashi Mizutori                                                                           | JPN Hiroyuki Tomita                                                                   |
| Solo detalhes                | CHN Zou Kai                                                       | CHN Liang Fuliang                                                                              | KOR Kim Soo-Myun                                                                      |
| Cavalo com alças detalhes    | PRK Jo Jong-Chol KOR Kim Soo-Myun JPN Hiroyuki Tomita             | nenhum                                                                                         | nenhum                                                                                |
| Argolas detalhes             | CHN Chen Yibing CHN Yang Wei                                      | nenhum                                                                                         | KAZ Timur Kurbanbayev                                                                 |
| Salto sobre a mesa detalhes  | PRK Ri Se-Gwang                                                   | MAS Shu Wai Ng                                                                                 | KAZ Yernar Yerimbetov                                                                 |
| Barras paralelas detalhes    | KOR Kim Dae-Eun CHN Yang Wei                                      | nenhum                                                                                         | JPN Shun Kuwahara                                                                     |
| Barra fixa detalhes          | JPN Hisashi Mizutori                                              | CHN Zou Kai                                                                                    | KOR Kim Ji-Hoon                                                                       |
| Feminino                     |                                                                   |                                                                                                |                                                                                       |
| Equipes detalhes             | Cheng Fei Han Bing He Ning Pang Panpan Zhang Nan Zhou Zhuoru CHN  | Cha Yong Hwa Hong Su Jong Hong Un Jong Kim Myong-Bok Kim Un-Hyang Pyon Kwang-Sun PRK           | Manami Ishizaka Mayu Kuroda Erika Mizoguchi Kyoko Oshima Ayaka Sahara Miki Uemura JPN |
| Individual geral detalhes    | CHN He Ning                                                       | CHN Zhou Zhuoru                                                                                | PRK Hong Su Jong                                                                      |
| Salto sobre a mesa detalhes  | CHN Cheng Fei                                                     | PRK Hong Su Jong                                                                               | PRK Hong Un Jong                                                                      |
| Barras assimétricas detalhes | PRK Hong Su Jong                                                  | CHN He Ning                                                                                    | PRK Cha Yong Hwa                                                                      |
| Trave detalhes               | CHN Zhang Nan                                                     | CHN Han Bing                                                                                   | JPN Miki Uemura                                                                       |
| Solo detalhes                | CHN Cheng Fei                                                     | CHN Pang Panpan                                                                                | JPN Kyoko Oshima                                                                      |

Ginástica rítmica
| Evento                    | Ouro               | Prata             | Bronze          |
| Equipes detalhes          | KAZ                | JPN               | CHN             |
| Individual geral detalhes | KAZ Aliya Yusupova | JPN Yukari Murata | CHN Xiao Yiming |

Ginástica de trampolim
| Evento                        | Ouro               | Prata              | Bronze                |
| Masculino                     |                    |                    |                       |
| Trampolim individual detalhes | CHN Que Zhicheng   | CHN Lu Chunlong    | JPN Shunsuke Nagasaki |
| Feminino                      |                    |                    |                       |
| Trampolim individual detalhes | CHN Huang Shanshan | CHN Zhong Xingping | UZB Yekaterina Khilko |

## Quadro de medalhas
| Ordem | País            | Medalha de ouro | Medalha de prata | Medalha de bronze |    |
| ----- | --------------- | --------------- | ---------------- | ----------------- | -- |
| 1     | China           | 13              | 8                | 2                 | 23 |
| 2     | Coreia do Sul   | 3               |                  | 3                 | 6  |
| 3     | Japão           | 2               | 4                | 6                 | 12 |
| 4     | Coreia do Norte | 2               | 2                | 3                 | 7  |
| 5     | Cazaquistão     | 2               |                  | 2                 | 4  |
| 6     | Malásia         |                 | 1                |                   | 1  |
| 7     | Uzbequistão     |                 |                  | 1                 | 1  |
| TOTAL | TOTAL           | 23              | 11               | 15                | 49 |